# Glenn Olsson
Glenn Mikael Olsson (* 22. September 1976 in Östmark) ist ein ehemaliger schwedischer Biathlet und Skilangläufer.
Glenn Olsson startete für Skidklubben Bore. Seinen größten Erfolg erreichte er, als er sich für die Olympischen Winterspiele 1994 in Lillehammer qualifizierte, wo er 66. des Einzels wurde. Ein Jahr zuvor holte er bei den Europäischen Olympischen Winter-Jugendtagen in Aosta die Silbermedaille im Sprint. In der Folgezeit hatte er weitere Einsätze vorrangig im Skilanglauf. In Asiago wurde er 39. über 10 Kilometer Klassisch. Zwischen 1997 und 2000 startete Olsson vor allem in FIS-Rennen sowie im Continental Cup. In Falun kam er 1997 zu seinem einzigen Rennen im Skilanglauf-Weltcup, bei dem er 86. wurde.

## Biathlon-Weltcup-Platzierungen
Die Tabelle zeigt alle Platzierungen (je nach Austragungsjahr einschließlich Olympische Spiele und Weltmeisterschaften).
- 1.–3. Platz: Anzahl der Podiumsplatzierungen
- Top 10: Anzahl der Platzierungen unter den ersten zehn (einschließlich Podium)
- Punkteränge: Anzahl der Platzierungen innerhalb der Punkteränge (einschließlich Podium und Top 10)
- Starts: Anzahl gelaufener Rennen in der jeweiligen Disziplin

| Platzierung                               | Einzel | Sprint | Verfolgung | Massenstart | Team | Staffel | Gesamt |
| ----------------------------------------- | ------ | ------ | ---------- | ----------- | ---- | ------- | ------ |
| 1. Platz                                  |        |        |            |             |      |         |        |
| 2. Platz                                  |        |        |            |             |      |         |        |
| 3. Platz                                  |        |        |            |             | 2    |         | 2      |
| Top 10                                    |        |        |            |             |      |         |        |
| Punkteränge                               |        |        |            |             |      |         |        |
| Starts                                    | 1      |        |            |             |      |         | 1      |
| Stand: Karriereende, Daten nicht komplett |        |        |            |             |      |         |        |